# Municipio de Exline
El municipio de Exline (en inglés: Exline Township) es un municipio ubicado en el condado de Spink en el estado estadounidense de Dakota del Sur. En el año 2010 tenía una población de 54 habitantes y una densidad poblacional de 0,57 personas por km².

## Geografía
El municipio de Exline se encuentra ubicado en las coordenadas 44°51′29″N 98°38′37″O / 44.85806, -98.64361. Según la Oficina del Censo de los Estados Unidos, el municipio tiene una superficie total de 95.28 km², de la cual 95,09 km² corresponden a tierra firme y (0,19 %) 0,18 km² es agua.

## Demografía
Según el censo de 2010, había 54 personas residiendo en el municipio de Exline. La densidad de población era de 0,57 hab./km². De los 54 habitantes, el municipio de Exline estaba compuesto por el 94,44 % blancos, el 1,85 % eran asiáticos y el 3,7 % eran de una mezcla de razas. Del total de la población el 0 % eran hispanos o latinos de cualquier raza.